# 船葉假蔓蘚
船葉假蔓蘚（学名：Loeskeobryum cavifolium）为塔蘚科星塔蘚屬下的一个种。